# George Arliss

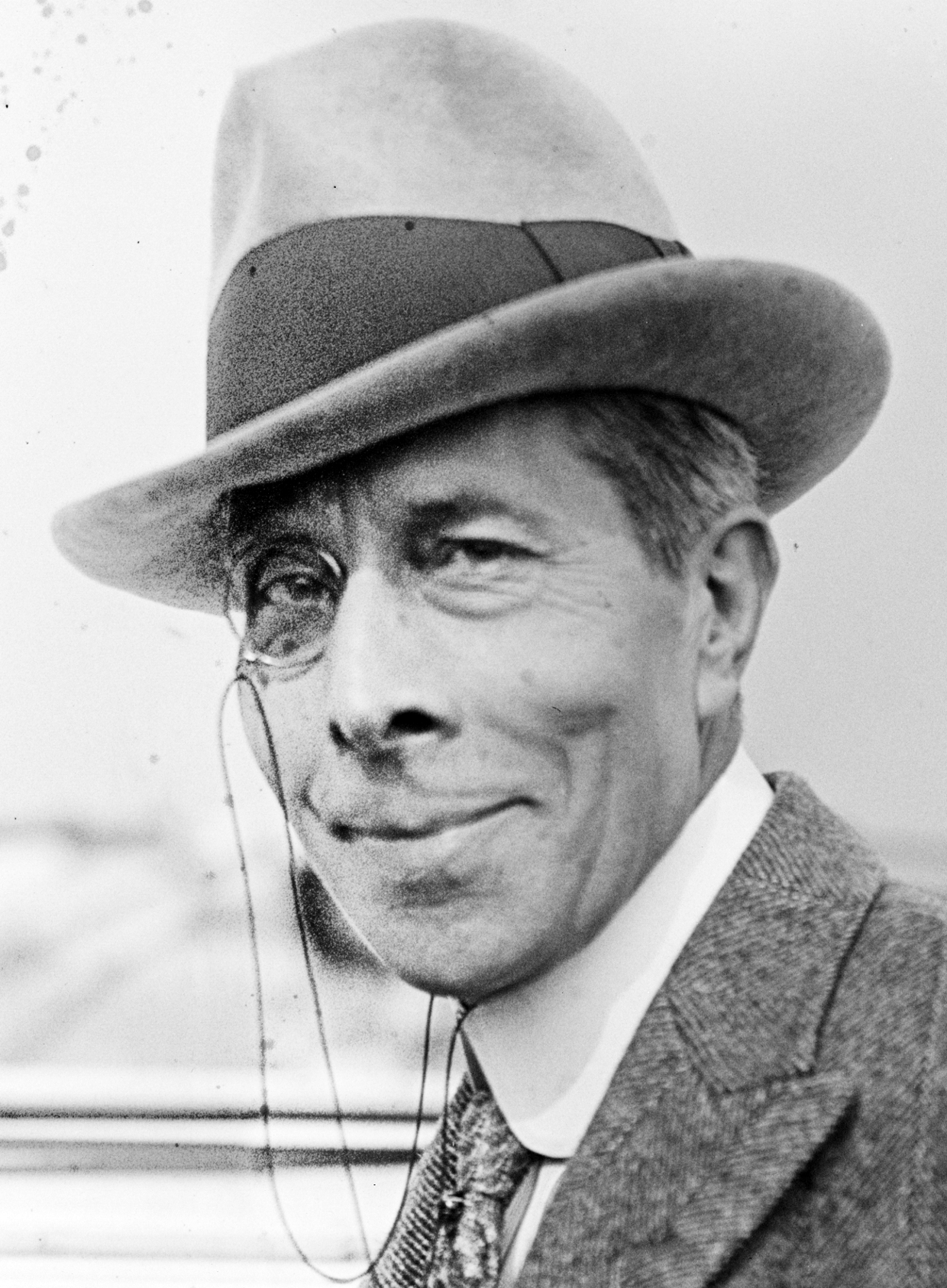
George Arliss, Foto von George Grantham Bain

George Arliss (* 10. April 1868 in London, England; † 5. Februar 1946 ebenda; eigentlich George Augustus Andrews) war ein britischer Theater- und Filmschauspieler sowie Drehbuchautor. Nach einer sehr erfolgreichen Bühnenlaufbahn begann er zu Beginn der 1920er in Filmen aufzutreten, meist in Verfilmungen seiner Theaterrollen. Er gewann bei der Oscarverleihung vom November 1930 den Oscar als bester Hauptdarsteller für Disraeli.

## Leben und Karriere
George Arliss wurde als Sohn eines Verlegers geboren und besuchte die renommierte Harrow School. Nachdem er zunächst kurzzeitig im Verlag seines Vaters gearbeitet hatte, entschied er sich in den späten 1880er-Jahren für eine Schauspielkarriere. Bereits zu Beginn des 20. Jahrhunderts galt Arliss als bekannter Bühnenstar auf beiden Seiten des Atlantiks, der unter anderem an der Seite von Mrs. Patrick Campbell spielte. Hauptrollen in erfolgreichen Bühnenstücken wie The Devil von 1908, Disraeli, das 1911 zum größten Erfolg seiner Bühnenlaufbahn werden sollte und The Green Goddess aus dem Jahr 1921 brachten ihm internationalen Ruhm. Seit Beginn der 1920er hatte Arliss in einer Reihe von Verfilmungen seiner Bühnenerfolge mitgewirkt, 1923 auch in der Fassung von The Green Goddess. 1928, im Alter von 61 Jahren, entschloss sich Arliss, ein finanziell sehr lukratives Angebot von 100.000 US-Dollar für drei Tonfilme von Warner Brothers anzunehmen. Gleichzeitig wurde ihm das Recht zugestanden, in den Werbeaktionen für seine Filme den Zusatz „Mister“ vor seinem Vornamen zu führen, eine hohe Ehre, das Studio nur wenigen Stars zugestand, darunter John Barrymore und Ruth Chatterton, die den Zusatz „Miss“ erhielt.
Arliss gewann für Disraeli auf der Oscarverleihung 1930 (November) den Oscar als bester Hauptdarsteller, was ihn zu dem vom Geburtsjahrgang frühesten Gewinner der Oscar-Statute machte. Er erhielt eine zweite Nominierung für seinen Auftritt in The Green Goddess, einem weiteren Remake, das sogar die ursprüngliche Hauptdarstellerin von 1923, Alice Joyce wieder einsetzte. In den nächsten Jahren war der Schauspieler fast ausschließlich in historischen Rollen zu sehen, meist in Dramen. Gelegentlich spielte Arliss auch in Komödien, so The Millionaire. Während der Zeit bei First National wurden die meisten Filme von dem Regisseur John Adolfi realisiert, was in der Regel zu sehr statischen Inszenierungen führte, die eher an abgefilmte Theateraufführungen erinnerte. 1933 verließ Arliss gemeinsam mit Darryl F. Zanuck die Firma und wechselte zur neu gegründeten 20th Century Pictures, die erst zwei Jahre später mit den alten Fox-Studios zur 20th Century Fox verschmolzen. Dort spielte er einige seiner besten Rollen: Bankier Rothschild, Richelieu und den Herzog von Wellington.
1936 ging er auf Wunsch seiner Frau, der Schauspielerin Florence Arliss, nach England zurück. Die beiden waren von 1899 bis zu seinem Tod verheiratet und agierten mehrfach gemeinsam in Theater- und Filmproduktionen. Arliss verfasste zwei Autobiographien: Up the Years from Bloomsbury und My Ten Years in the Studios. In dem letztgenannten Buch erzählte er eine Anekdote über Bette Davis, die 1932 eine kleine Nebenrolle in dem Tonfilmremake von The Man Who Played God spielte. Arliss berichtete, er habe von Davis eine akzeptable Darstellung in einer an sich langweiligen Rolle erwartet. Tatsächlich habe ihn die junge Frau mehr beeindruckt als jede andere Schauspielerin vor ihr. Arliss war so angetan, dass er darauf bestand, Davis’ Rolle auszubauen. Auch Davis sollte sich später sehr freundlich über Arliss äußern. So führte sie ihrer eigenen Biographie The Lonely Life aus, sie habe in Filmen mitgespielt, die ihr besser gefallen hätten, doch kein anderer Film habe professionell für sie so viel bewirkt wie die Zusammenarbeit mit George Arliss in The Man, Who Played God.

## Auszeichnungen
Oscar/Bester Hauptdarsteller
Oscarverleihung 1930 (November)
- Disraeli – gewonnen
- The Green Goddess – Nominierung

Gemäß den Statuten der Academy konnten Schauspieler während der ersten drei Verleihungen für einen oder mehrere Filme nominiert werden. Im Fall von George Arliss wurde der Oscar dann nur für die Darstellung in einem Film verliehen.
An George Arliss erinnert ein Stern auf dem Hollywood Walk of Fame in der Kategorie Film.

## Filmografie
- 1921: The Devil
- 1921: Disraeli
- 1922: The Ruling Passion
- 1922: The Man Who Played God
- 1923: The Green Goddess
- 1924: Twenty Dollars a Week
- 1929: Disraeli
- 1930: The Green Goddess
- 1930: Old English
- 1931: The Millionaire
- 1931: Alexander Hamilton
- 1932: The Man Who Played God

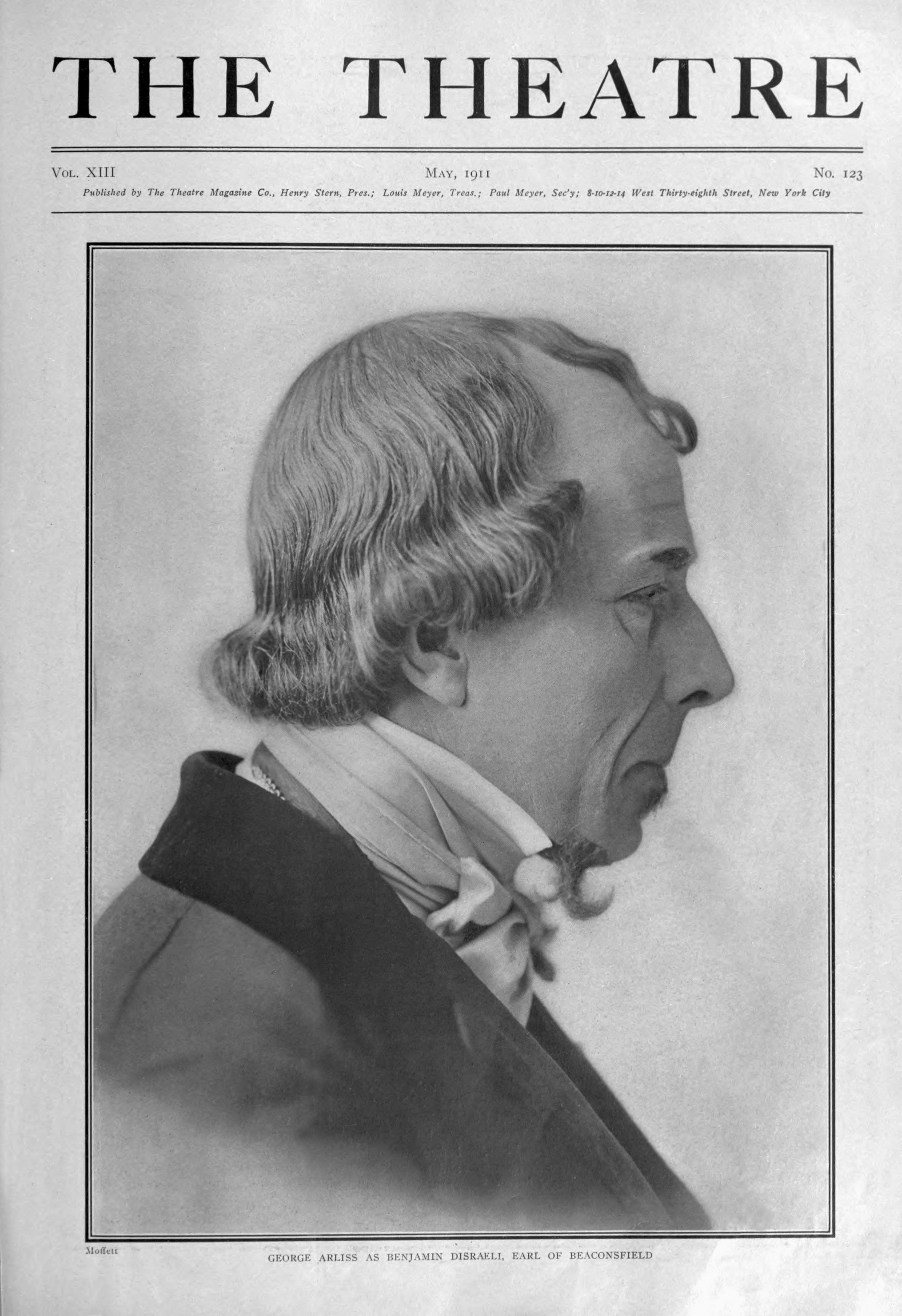
George Arliss als Benjamin Disraeli auf einem Theatermagazin (1911)

- 1932: Rettender Ruin (A Successful Calamity)
- 1933: Urlaub vom Thron (The King's Vacation)
- 1933: The Working Man
- 1933: Voltaire
- 1934: Die Rothschilds (The House of Rothschild)
- 1934: The Last Gentleman
- 1934: The Iron Duke
- 1935: The Guv'nor
- 1935: Cardinal Richelieu
- 1935: The Tunnel
- 1936: East Meets West
- 1936: His Lordship
- 1937: Doctor Syn